# INTASAT
INTASAT è stato il primo satellite artificiale spagnolo e l'ottavo satellite di una Nazione messo in orbita grazie alla cooperazione con la NASA, che ha fornito all'INTA ("Istituto Nazionale di Tecnologia Aerospaziale", da cui il nome) supporto progettuale e logistico (il razzo Delta, di fabbricazione statunitense, e la base di lancio di Vandenberg, nel territorio statunitense). INTASAT è stato lanciato nel 1974 in piggy back con i satelliti statunitensi AMSAT-OSCAR 7 (un satellite radio amatoriale) e NOAA-4 (un satellite scientifico). Al progetto l'INTA lavorava dal 1968.
Si trattava di un satellite da impiegare per raccogliere dati nella ionosfera (come già il San Marco 1 e, praticamente, tutti gli altri primi satelliti di ogni altra Nazione). Le antenne sono state attivate da un timer subito dopo il distacco dal razzo vettore.
Prima della Spagna, che nel 1974 non faceva ancora parte dell'Unione europea, Regno Unito, Italia, Francia (quest'ultima con un proprio razzo vettore), la stessa European Space Research Organisation (della quale la Spagna è stata nel 1964 uno dei dieci Stati fondatori), Germania Occidentale e Paesi Bassi avevano già messo in orbita propri satelliti.